# Maurice Delbouille
Maurice Delbouille (* 26. Januar 1903 in Chênée, Lüttich; † 30. Oktober 1984 in Chênée, Lüttich) war ein belgischer Romanist und Mediävist.

## Leben und Werk
Delbouille studierte in Lüttich bei Maurice Wilmotte und Auguste Doutrepont. 1923 promovierte er über Le genre pastoral en France avant la Renaissance (erschienen u.d.T. Les Origines de la pastourelle, Brüssel 1926), dann hörte er in Paris bei Joseph Bédier, Alfred Jeanroy, Mario Roques und Edmond Faral, sowie in Florenz bei Pio Rajna.
Delbouille lehrte von 1929 bis 1973 an der Universität Lüttich. Zu seinen Schülern zählten Louis Remacle,  Jules Horrent, Maurice Piron, Jean Renson, Georges Lavis, Madeleine Tyssens, Jeanne Wathelet-Willem, sowie Louis Chalon.  Er war Mitherausgeber der Zeitschrift Le Moyen Age. Ab 1940 gehörte er der Académie royale de langue et de littérature françaises de Belgique an.
Delbouille war 25 Jahre lang Bürgermeister von Chênée (später in Lüttich eingemeindet) und 10 Jahre lang belgischer Senator. Er war Mitglied der sozialistischen Partei und engagierte sich politisch in der wallonischen Bewegung.

## Veröffentlichungen (Auswahl)
- (Hrsg.) Jacques Bretel, Le tournoi de Chauvency, Lüttich 1932
- (Hrsg. mit John Ernst Matzke [1862-1910]) Jakemes,  Le roman du castelain de Couci et de la dame de Fayel, Paris 1936
- (Hrsg.) Le jugement d'amour ou Florence et Blancheflor, Paris 1936
- (Hrsg. mit Auguste Doutrepont) Les Noëls wallons, Gembloux/Paris/Lüttich 1938
- (Hrsg.) Petite anthologie liégeoise. Choix de textes wallons: XVIIe - XXe s., Lüttich 1950
- (Hrsg.) Henri d'Andeli, Le lai d'Aristote, Paris 1951
- Sur la genèse de la "Chanson de Roland", travaux récents, propositions nouvelles. Essai critique, Brüssel 1954
- Les chansons de geste et le livre, Lüttich 1959
- La formation des langues littéraires et les premiers textes, Heidelberg 1972 (in: Grundriss der romanischen Literaturen des Mittelalters 1, S. 559–622)